# Безходарне
Безходарне (рос. Бесходарное) — присілок в Воскресенському районі Нижньогородської області Російської Федерації.
Населення становить 51 особу. Входить до складу муніципального утворення Богородська сільрада.

## Історія
Від 2009 року входить до складу муніципального утворення Богородська сільрада.

## Населення
| 1999 | 2002 | 2010 |
| ---- | ---- | ---- |
| 79   | ↗80  | ↘51  |